# عدمية قانونية
العدمية القانونية هي موقف سلبي تجاه القانون. العدمية القانونية هي "تآكل الإيمان بالقانون كمؤسسة مفيدة للتنظيم المجتمعي". يعتقد العديد من العلماء أن العدمية القانونية هي ظاهرة مدمرة.
اعتمادًا على القانون الذي تنكره، يمكن أن تكون العدمية القانونية داخلية ودولية.